# تصویر گم‌شده (فیلم)
تصویر گم شده یک فیلم مستند کامبوجی-فرانسوی است که به کارگردانی ریتی پان در سال ۲۰۱۳ میلادی ساخته شده است. این فیلم در بخش جایزه برای کارهای نو و نگاهی نو در جشنواره فیلم کن ۲۰۱۳ به نمایش گذاشته شد و جایزه اول را نصیب خود کرد. این فیلم همچنین جایزه اول هیئت داوران جشنواره بین‌المللی فیلم سینمانیلا در فیلیپین و جایزه بهترین فیلم با انتخاب تماشاگران را به خود اختصاص داد.
این فیلم به عنوان نماینده‌ی فیلم کامبوج به ۸۶امین جشنواره اسکار معرفی و نامزد دریافت جایزه بهترین فیلم زبان خارجی شد.
این فیلم در مورد جنایات گروه خمرهای سرخ است که در بین سال‌ها ۱۹۷۵ تا ۱۹۷۹ میلادی در کامبوج حاکم بودند. فیلم داستان مردی را روایت می‌کند که کودکی خود را در آن دوران گذراند. چون فیلم‌ها و عکس‌ها کافی از ان زمان باقی نمانده، ریتی پان، از مجسمه‌های کوچک گلی به جای شخصیت‌ها برای روایت کردن داستان خود استفاده می‌کند .